# Луций Касий Лонгин (трибун 104 пр.н.е.)
Вижте пояснителната страница за други личности с името Луций Касий Лонгин.
Луций Касий Лонгин (на латински: Lucius Cassius Longinus) e политик на Римската република през края на 2 век пр.н.е.

## Биография
Произлиза от плебейската фамилия Касии, клон Лонгин. Син е на Луций Касий Лонгин Равила (народен трибун 137 пр.н.е.; консул 127 пр.н.е.) и внук на Квинт Касий Лонгин (консул 164 пр.н.е.).
През 104 пр.н.е. той e народен трибун заедно с Гней Домиций Ахенобарб, който издава закон lex Domitia de Sacerdotiis. Той е в опозиция на аристократите. Консулите тази година са Гай Марий (за 2-ри път) и Гай Флавий Фимбрия, който е даден на съд през 103 пр.н.е. заради лошо управление на провинцията, където бил управител.